# Logrești
Logrești est une commune roumaine située dans le județ de Gorj.